# Набоко, Софья Ивановна
Софья Ивановна Набоко (13 (26) сентября 1909, Петербург — 17 февраля 2005, Москва) — советский учёный-вулканолог, одна из основоположников отечественной вулканологии, доктор геолого-минералогических наук.
Автор более 250 научных работ по различным аспектам вулканологии, геохимии современных вулканогенных гидротермальных систем, минералорудогенезу.

## Биография
Родилась 13 сентября 1909 года в Петербурге в семье бухгалтера Ивана Набоко, выходца из Украины, мать была учительницей русского языка.
Окончила девятилетнюю Единую Советскую трудовую школу в 1928 году. Для наличия рабочего стажа, необходимого условия поступления в вуз, пошла работать на железную дорогу помощником машиниста. В 1929 году поступила на геохимическое отделение Ленинградского политехнического института (ныне Санкт-Петербургский политехнический университет Петра Великого, которое в 1930 году вошло в состав Ленинградского горного института (ныне Санкт-Петербургский горный университет). Со второго курса обучения начала принимать участие в полевых исследованиях, сначала химиком-коллектором в Криворожской гидрогеологической партии Центрального научно-исследовательского геологоразведочного института (ЦНИГРИ, ныне Центральный научно-исследовательский геологоразведочный институт цветных и благородных металлов, затем — в качестве коллектора в Казахстанской геолого-поисковой партии Академии наук СССР. В 1933 году Софья Ивановна была начальником геологической партии по изучению оптического сырья и слюды от ЦНИГРИ, где осталась работать после окончания ею в 1934 году горного института (получила специальность инженера-геолога по съемкам и поискам месторождений полезных ископаемых). Её учителями были академики Ф. Ю. Левинсон-Лессинг, А. Н. Заварицкий, а также профессора П. М. Татаринов, П. И. Лебедев, Б. М. Куплетский.
В 1935 году Софья Набоко переехала в Москву для работы в академическом Институте геологических наук (в настоящее время Институт геологии рудных месторождений, петрографии, минералогии и геохимии РАН). В полевой сезон этого же года работала геологом Дальневосточной партии Академии наук СССР. В 1936 году по личной просьбе Софья Ивановна была направлена геологом в только что организованную Камчатскую вулканологическую станцию в поселке Ключи, тем самым навсегда связав свою жизнь с вулканами.
В августе 1936 года она вместе с другими вулканологами вулканостанции совершила восхождение к кратеру самого высокого действующего вулкана Евразии — Ключевского, где учёная отобрала образцы свежих изверженных пород и затем описала морфологию кратерной зоны. В 1938 году С. И. Набоко изучала извержение Ключевского вулкана из побочных кратеров — Билюкая, Тирануса и Козея — так названных самой Софьей Ивановной по именам корякских мифологических богов.
В 1942 году, в Свердловске, куда С. И. Набоко была эвакуирована из Москвы, она исполняла обязанности ученого секретаря Лаборатории вулканологии Академии наук СССР, она защитила кандидатскую диссертацию на тему «Извержение Билюкая, побочного кратера Ключевского вулкана». В 1963 году защитила докторскую диссертацию, которая была опубликована в виде монографии «Гидротермальный метаморфизм пород в вулканических областях». А под её руководством были защищены 3 докторские и 12 кандидатских диссертаций.
Когда в 1962 году на Камчатке был организован Институт вулканологии, заместителем директора института несколько лет работала С. И. Набоко. Руководила созданной ею лабораторией постмагматических процессов. Под её научным руководством велись работы практически на всех разбуренных месторождениях гидротерм Камчатки и Курильских островов. По 1993 год она постоянно жила на Камчатке. В 1993 году при внезапном извержении вулкана Галерос в Колумбии трагически погиб сын Софьи Ивановны — Игорь. В 1994 года она вышла на заслуженный отдых, покинула Камчатку и переехала в Москву.
Наряду с научной работой, вела общественную деятельность — являлась членом Комитета солидарности женщин стран Азии и Африки, а также депутатом Совета депутатов трудящихся города Петропавловска-Камчатского и кандидатом в члены обкома КПСС.
Умерла 17 февраля 2005 года в Москве.
В 2014 году Камчатском краевом объединённом музее работала выставка «Учёные Камчатки», где были представлены фотографии, документы из личной коллекции и вещи Софьи Ивановны Набоко.

### Семья
Софья Ивановна Набоко дважды была замужем за учёными-геологами — Александром Алексеевичем Меняйловым (с 1935 года) и Евгением Федотовичем Малеевым. Сын Игорь Александрович и дочь Ирина Александровна — оба стали учёными.

## Заслуги
- Награждена орденами Октябрьской Революции, Красной Звезды и «Знак Почета», а также медалями, в числе которых «За доблестный труд в Великой Отечественной войне 1941—1945 гг.».
- Удостоена звания «Заслуженный деятель науки и техники РСФСР».
- В честь Софьи Ивановны названы минералы набокоит и софиит[1].